# Seven Management and Planning Tools
Die Seven Management and Planning Tools (deutsch: Sieben Management- und Planungswerkzeuge bzw. Sieben neue Qualitätsmanagement-Werkzeuge, auch M7) sind eine Sammlung von Methoden der Qualitätssicherung und haben ihre Wurzeln im Operations Research nach dem Zweiten Weltkrieg und im japanischen Total Quality Control (TQC). Sie sind eine Erweiterung der Sieben Werkzeuge der Qualität und wurden 1979 von dem japanischen Experten für Qualitätssicherung Shigeru Mizuno veröffentlicht.

## Die sieben Werkzeuge
- Affinitätsdiagramm bzw. KJ-Methode: Im Affinitätsdiagramm werden Ursachen und Wirkungen einer komplexen Beziehung strukturiert dargestellt um die Problemstruktur und Lösungsmöglichkeiten abzuleiten.

- Relationendiagramm: Im Relationsdiagramm werden Ideen mit verflochtenen, wechselseitigen Beziehungen zwischen mehreren Einflussgrößen grafisch dargestellt.

- Baumdiagramm: Aus einem Generalziel werden in mehreren Stufen Teilziele und die zugehörigen Maßnahmen abgeleitet. Aus dieser fortschreitenden Aufgliederung ergibt sich eine Hierarchie. Werden die Ziele und Maßnahmen entsprechend dieser Hierarchie angeordnet, ergibt sich eine an einen Baum erinnernde Struktur.

- Matrixdiagramm: Mit Matrixdiagrammen werden Beziehungen und Wechselwirkungen zwischen Merkmalen oder Gesichtspunkten eines Problems anschaulich dargestellt und gewichtet.

- Portfolio-Analyse: Bei der Portfolio-Analyse werden die Haupteinflussgrößen auf einen Sachverhalt ermittelt und anschließend grafisch dargestellt.

- Problementscheidungsplan: Im Problementscheidungsplan werden verschiedene Wege mit ihren Ablaufschritten dargestellt, die von einem Ausgangspunkt zum gewünschten Ziel führen.

- Netzplan: Der Netzplan verknüpft in zeitlicher Folge die verschiedenen Mittel und Maßnahmen zur Verwirklichung eines Zieles.